# Fuerzas Reguladoras Kataeb
Las Fuerzas Reguladoras Kataeb - FRK (en árabe: القوى الكتائب النظامية - Al-Quwwa al-Kataeb al-Nizamiyya) o en francés "Forces Regulatoires des Kataeb",  también "Fuerzas Regulares", fueron el ala militar del partido Falanges Libanesas (conocido como 'Kataeb'), cristiano, nacionalista, de derecha y de tendencias Fenicistas, entre 1961 y 1980. Las FRK, que lucharon en la guerra civil libanesa, fueron las predecesoras de las Fuerzas Libanesas, y la principal milicia del sector cristiano del conflicto en el Líbano.

## Origen
La organización paramilitar perteneciente al partido Falanges Libanesas no solo era la mejor organizada, sino que la más antigua, al igual que la misma Falange. Un año tras la fundación de esta, en 1937, el fundador del partido Pierre Gemayel crea la "Organización de Combatientes" (تنظيم المقاتلين; Tanzim al-Muqatilin), quienes recibieron un muy básico entrenamiento militar en el estadio de Furn el Chebbak.

### Crisis de 1958
En 1958, ante la negativa del presidente Camille Chamoun de unirse a la República Árabe Unida y romper relaciones con el Reino Unido y Francia tras la Guerra del Sinaí, organizaciones musulmanas y de izquierda se levantan, causando la Crisis libanesa de 1958. Los Falangistas encabezan la "contrarrevolución", bajo el auspicio de William Hawi, del lado gubernamental. Las Falanges defendieron el Distrito del Metn, su bastión tradicional, centrado en la ciudad de Bikfaya –lugar de donde proviene la familia Gemayel–, y mantuvieron las carreteras de Beirut a dicha región abiertas, por intereses comerciales.

### Fundación de las FRK
En 1961, por orden del Politburó de las Falanges Libanesas, la Organización de Combatientes es disuelta y reemplazada por las "Fuerzas Reguladoras", y para coordinar sus actividades, se funda el "Consejo Militar" (o "Consejo de Guerra") en 1970, ambas organizaciones bajo el liderazgo de Gemayel y William Hawi en el corazón de Achrafieh, en el este de Beirut –de mayoría cristiana–. Por la entrada masiva de refugiados palestinos y milicias como la OLP y el FPLP en el Líbano y por la amenaza que esto conllevaba al orden de las cosas en el país, las FRK fueron ampliadas de manera discreta, y sus miembros comenzaron a recibir entrenamiento militar en campamentos secretos en las montañas de Keserwan y el Metn.
Dos unidades especiales, el "Primer Comando" y el "Segundo Comando", del tamaño de una compañía, fueron creadas en 1963, prontamente seguidas por la "Compañía Pierre Gemayel" o Compañía PG, junto a un pequeño pelotón de protección personal, "Al-Sakhra" ("La Roca"). En 1973, es fundado otro batallón especial, simplemente nombrado "Comandos" (Maghawir) y una "Escuela de Combate", abierta clandestinamente en Tabrieh, Keserwan, donde a veces hubo entrenamientos junto al Tanzim, otra milicia derechista; una unidad más, la "Brigada Bashir Gemayel" (Brigada BG, apodada "Bejin"), nombrada en honor al hijo menor de Pierre Gemayel, se formó al año siguiente, absorbiendo a la Compañía PG en el proceso.

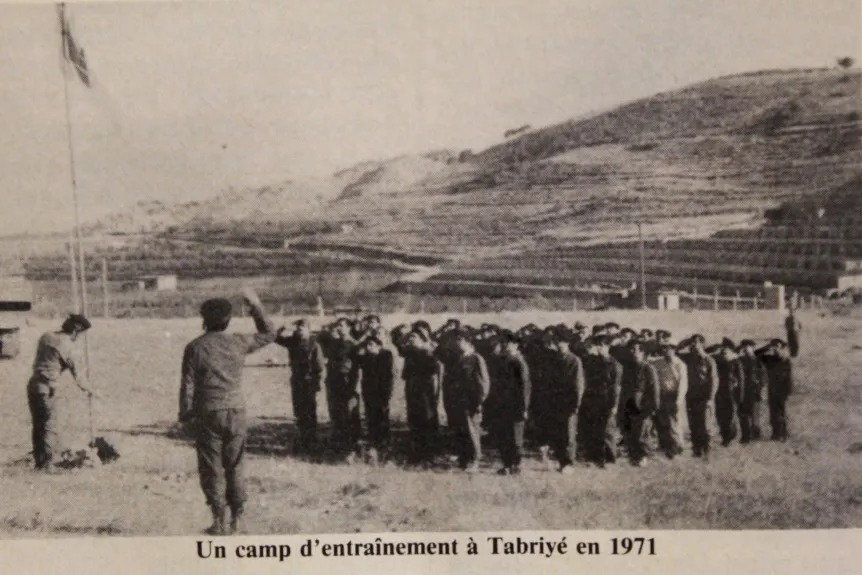
Un campo de entrenamiento Falangista cerca de Tabrieh, 1971

## Estructura militar y organización
Para abril de 1975, las FRK contaban con 5,000 miembros, entre los cuales había 2,000 de tiempo completo y 3,000 de reserva, aunque algunas fuentes citan a 8,000 o más, organizados en compañías o batallones autónomos extraídos de las secciones del partido a nivel local (qism). Cada sección estaba a cargo de completar tareas ofensivas o defensivas en sus respectivas regiones, excepto para las unidades fijas y regulares (los Comandos - Maghaweer y la Brigada BG), que eran usadas como fuerzas móviles de reacción inmediata. Aunque la membresía del partido y la milicia era predominantemente Maronita, también había algunos Melquitas y Armenios.
En mayo de 1975, hubo una expansión y reorganización de las FRK. Nuevas unidades, en este caso, para tareas más específicas, fueron fundadas, como la Unidad de Señalización (Silah al-Ishara), un batallón blindado (Silah al-Moudara'a) liderado por Joseph Elias, una sección femenina (Nizamiyyat, de las primeras unidades de este tipo en Oriente Medio) bajo Jocelyne Khoueiry, y una unidad de artillería (Silah al-Madfa'aiya) bajo Antoine Bridi. También, para mantener el orden en las áreas controladas por la Falange, se fundaron las "Secciones Kataeb de Seguridad" (Sections Kataeb de Securité; SKS), formadas y comandadas por Raymond Assayan. También hubo Unidades de Rescate (Wahadat al-Isa'af), una División de Inteligencia (Jihaz al-Aman), y una Unidad Médica.
Los Falangistas reclutaban jóvenes en sus áreas para incrementar su número, llegando a entre 10,000 a 15,000 hombres y mujeres para enero de 1976, incluyendo a desertores del Ejército Libanés y civiles.
Las unidades de las FRK operaron principalmente en el este de Beirut, Zahle, el Distrito de Aley, Metn, Monte Líbano, Keserwan, y Koura, pero también tuvieron presencia en el Sur del Líbano (cerca de Jabal Amel), donde se fusionaron con milicias drusas y chiitas, formando en octubre de 1976 el Ejército de Defensa del Sur del Líbano (Armée de Défense du Liban-Sud o ADLS), después "Ejército del Líbano Libre", predecesor del "Ejército del Sur del Líbano".
El 13 de julio de 1976, William Hawi muere durante la Batalla de Tel el Zaatar, siendo reemplazado en la milicia y el Consejo Militar por Bashir Gemayel, antiguo inspector de las FRK, hijo menor de Pierre, y futuro fundador y jefe de las Fuerzas Libanesas. En agosto, Bashir traslada al Consejo Militar a un hospital abandonado en Karantina, cerca del Puerto de Beirut.

## Comandantes
- William Hawi (1961-1976)
- Bashir Gemayel (1976-1980)

### Otros
- Amine Gemayel
- Elie Hobeika ("HK")
- Massoud Achkar ("Poussy")
- Samir Geagea ("Hakim")
- Antoine Bridi
- Jocelyne Khoueiry
- Samy Khoueiry
- Boutros Khawand
- Elie Zayek
- Fadi Frem
- Fouad Abou Nader
- Raymond Assayan
- Joseph Saadeh

## Organización administrativa y actividades ilegales
Las Falanges fueron las primeras en prácticamente crear un estado profundo (de varios, que en conjunto fueron bautizados como "cantones"), designado variantemente como el Cantón de Beirut Oriental, "Enclave Maronita", o "Maronistán". El "cantón" cubría alrededor de 2,000 kilómetros cuadrados, incluyendo al Distrito de Metn, la totalidad del Keserwan, el Este de Beirut, Jounieh, Amchit, Biblos, y Batroun.
Comparado a otros "cantones" que llegaron después, el cantón Falangista estaba extremadamente estructurado y organizado, con el propósito de llenar el vacío que dejó el gobierno y sus instituciones, arruinadas por la guerra. En el Cantón hubo servicios para los civiles, como seguridad social, servicios públicos, salud y educación gratuita, telefonía, defensa civil, un departamento de justicia, organizaciones estudiantiles, y estaciones de radio, al igual que corporaciones de negocios administradas por Boutros Khawand tales como el Grupo GAMMA (organización de especialistas en planeación), DELTA (informática), SONAPORT (bolsa de valores), "Help Lebanon" (una fundación para el socorro de niños), y más, donde incluso hubo un intento de abrir un aeropuerto, el "Aeropuerto Pierre Gemayel", ahora una base aérea, en una pista clandestina de Hamat.
Por supuesto, hubo fuentes de ingreso ilícitas, como puertos ilegales y el infame "Cinquième basin" (Quinto Muelle) cerca de los cuarteles de las FRK, de los cuales las Falanges extraían dinero del narcotráfico y tráfico de armas, además de cobrar impuestos a la población civil.

## Controversias
Inicialmente, tenían una reputación de ser combatientes insubordinados, que cometían crímenes a menudo, mucho antes de la guerra civil. El 24 de marzo de 1970, por ejemplo, mataron a 10 palestinos en el funeral de un miembro de la OLP en Kahale.
El 13 de abril de 1975, varios Falangistas abrieron fuego contra un bus en lo que se conoce como Incidente de Ain el Remmaneh, matando a unas 30 personas tras un intento de asesinato contra Pierre Gemayel el mismo día al salir de una iglesia. Yasser Arafat y algunos miembros de la OLP aseguraron que los muertos eran civiles, pero tanto los Falangistas negaron esto, y el Frente de Liberación Árabe afirmó que eran miembros fuera de servicio de dicha organización, algo respaldado por Salah Khalaf, "Abu Iyad". La masacre del bus se considera como el detonante de la guerra.
En diciembre, suceden las masacres del Sábado Negro, donde el comandante Falangista Joseph Saadeh mata a 200 o 300 civiles musulmanes en Beirut en apenas unas cuantas horas, según el contenido de sus tarjetas de identidad (que en la época tenían la religión de su dueño) en venganza del asesinato de su hijo en una carretera cercana a Zahle. William Hawi, Michel Samaha, y varios Falangistas intentaron detener los asesinatos, salvando a decenas de civiles, pero no fue posible acabar con la masacre, y según Karim Pakradouni, Bashir Gemayel le admitió que envió a sus hombres a las calles de Beirut, pero al ver que las cosas se estaban saliendo de sus manos, intentó detenerlas sin éxito alguno.
En 1976, más de 50,000 personas fueron desplazadas del este de Beirut (mayoritariamente cristiano) hacia el oeste (mayoritariamente musulmán) por el conflicto y la tensión interreligiosa. Entre julio y agosto del mismo año, las Falanges, junto al Ejército del Líbano Libre, PNL, Guardianes de los Cedros, Tanzim, Equipo Tyous, Movimiento Juvenil y otras organizaciones de derecha participaron en los asedios de los campos de refugiados palestinos de Maslakh, Karantina, Tel el Zaatar, Nabaa, Dbayeh, y Jisr el Basha, y en masacres subsecuentes que cobraron miles de vidas civiles.
También hubo enfrentamientos esporádicos con las autoridades. Durante el asedio de Tel el Zaatar, las FRK abrieron fuego contra el Ejército y mataron a 2 soldados. En Achrafieh, el 1 de noviembre de 1978, hombres de las FRK emboscaron al Ministro de Relaciones Exteriores Fouad Boutros, que acabó en un enfrentamiento entre ellos y una unidad anti-sabotaje (Moukafaha), en el cual 4 fueron heridos y otros llevados prisioneros, incluyendo al teniente Kozhayya Chamoun, desaparecido bajo custodia. Es probable que esta emboscada hubiese sido hecha en retaliación de la muerte de Samir Achkar, amigo de Bashir Gemayel y comandante de una facción disidente de las Fuerzas Armadas, el Comando Revolucionario del Ejército del Líbano, asesinado en Mtaileb el mismo día.
El 31 de octubre de 1980, las FRK forzaron al Ejército a retirarse de Ain el Remmaneh.

## Guerra civil libanesa

### Guerra de los dos años, 1975-1977
El 13 de abril de 1975, tras un intento de asesinato contra Pierre Gemayel, varios Falangistas abrieron fuego contra un bus lleno de palestinos en lo que se conoce como Incidente de Ain el Remmaneh, matando a 27 de sus ocupantes. Esto es considerado como el detonante principal de la guerra civil.
Durante la fase de 1975-1977 de la Guerra Civil Libanesa (llamada "Guerra de los Dos Años"), las propias habilidades de movilización y acción callejera de las Fuerzas Reguladoras permitieron a los Falangistas convertirse en la principal y más temible fuerza de combate en el campo cristiano-conservador. En Beirut y en otros lugares, las secciones de la milicia de la Falange participaron fuertemente en varias batallas contra las milicias izquierdistas del Movimiento Nacional Libanés (MNL) y sufrieron bajas considerables, especialmente en la Batalla de los Hoteles en octubre de 1975, donde el Kataeb luchó contra Al-Mourabitoun y el Movimiento Correctivo Nasserita (MCN), y más tarde en la "Ofensiva de Primavera" en marzo de 1976, al igual que los asaltos exitosos y subsecuente destrucción de los campos de refugiados palestinos (usados por la OLP como bases militares) el mismo año en Beirut Oriental junto a organizaciones aliadas. Durante este periodo, hubo un amplio uso de máscaras entre los combatientes Falangistas, para evitar ser arrestados por el moribundo estado, o en caso de que la guerra terminara y tuviesen que volver a vivir en áreas de diferentes religiones.
En enero de 1976, como respuesta a la formación de la coalición izquierdista del Movimiento Nacional Libanés (MNL), las Falanges se unen con el Partido Nacional Liberal (PNL, y su milicia, los Ahrar), Tanzim, los Guardianes de los Cedros, el Movimiento Juvenil Libanés, y otras milicias menores en Achrafieh para crear una coalición derechista, el Frente Libanés. Para coordinarse mejor, en octubre, los jefes de las cuatro principales milicias (Kataeb, PNL, Tanzim, Guardianes de los Cedros) acordaron formar un "Consejo de Comando" para el liderazgo conjunto, bautizado como "Fuerzas Libanesas".
Entre febrero y abril de 1978, tras tensiones con el Ejército Árabe Sirio, sucede la "Guerra de los Cien Días", el continuo bombardeo en Achrafieh y la lucha por el poder en Beirut oriental, que acaba con una victoria del Frente Libanés, que logró expulsar a los sirios de su territorio en la capital libanesa.

### Reveses y reorganización, 1977-1979
Desde el principio, era más que claro que la organización dominante en el Frente Libanés era la Falange con su carismático líder, Bashir Gemayel, que deseaba unir a todas las milicias derechistas en una sola, implementando desde 1977 una polémica política de "unificación por el rifle", en donde las unidades de las FRK destruyeron y atacaron a milicias más pequeñas del Frente Libanés que se rehusaran a ser absorbidas por la Falange, a veces con violencia.
Tras la salida de Sleiman Frangieh y su Ejército de Liberación de Zgharta (hoy Movimiento Marada) del Frente Libanés por sus desacuerdos con las Falanges, su acercamiento con Siria, y el asesinato de un funcionario Falangista, Joud el Bayeh, en Zgharta, Bashir Gemayel ordena el arresto de Tony Frangieh en Ehden, hijo de Sleiman y máximo comandante del Marada. El intento causa la Masacre de Ehden, donde muere Tony, su esposa, su hija, y 40 personas más.
El asesinato de Tony Frangieh representó el inicio de la enemistad entre el Marada y la Falange, quienes lucharon entre sí en el norte del Líbano. Los primeros no solo persistieron a pesar de la muerte de su líder, sino que expulsaron a 25,000 Falangistas del Distrito de Koura, y mataron o secuestraron a más de 100. El mismo año, las Falanges intentaron, sin éxito, obtener el apoyo de partidos políticos que representaban a la comunidad armenia en el Líbano – Tashnag, Ramgavar, Hunchak – o la absorción de sus milicias, ya que esta comunidad se mantuvo férreamente neutral y se rehusó a tomar lados en el conflicto, a pesar del constante bombardeo de las FRK a los barrios armenios de Burj Hammoud, Nabaa y Marash con el fin de presionarlos.
Como ya se ha mencionado, en 1978, durante la "Guerra de los Cien Días", las FRK apoyaron discretamente al Ejército del Líbano Libre, sitiado en sus cuarteles y al PNL, rodeado en la Plaza Sodeco de Achrafieh. Más tarde, en agosto, su apoyo ayudó a la expulsión del Ejército Sirio de Beirut.

### Consolidación y disolución, 1979-1981
A pesar del duro golpe recibido en el Distrito de Koura, la política de "unificación por el rifle" continuó. En julio de 1980, Bashir Gemayel procedió a destruir a los Ahrar, la milicia del que se convirtiera en su ahora rival, Dany Chamoun. Tras la Masacre de Safra y 4 meses de lucha en Beirut, el proceso de integración planeado por las Falanges había sido completado. Para el 22 de noviembre, tras una ceremonia en el Estadio Fouad Chehab de Jounieh ('Dia de la Promesa'), las FRK dejan de existir de facto como entidad independiente, reemplazadas por las ahora unificadas Fuerzas Libanesas.